# شمنیتسه
شمنیتسه (به لاتین: Šemnice) یک منطقهٔ مسکونی در جمهوری چک است که در ناحیه کارلووی واری واقع شده‌است.